# El Economista
El Economista é uma revista espanhola de economia e finanças que foi fundada em 26 de fevereiro de 2006.

## História
Foi fundado por três dos impulsionadores do jornal El Mundo: Alfonso de Salas, ex-presidente da  Unidad Editorial, Juan González e Gregorio Peña. A equipe, composta por cerca de cento e trinta pessoas - principalmente profissionais de redação - detém vinte e cinco por cento do capital, no valor de dezesseis milhões de euros.
O El Economista defende os princípios do livre mercado, igualdade de gênero e transparência, entre outras coisas. No controle do Instituto de Justificação da Difusão (OJD) de 2013, ficou em segundo lugar, unto com o jornal Cinco Días, atrás apenas da Expansión, e sua edição digital é, desde 2013, o principal portal econômico da Espanha, de acordo com a escala independente da Alexa Internet.